# 밀본
밀본(密本)은 7세기 경 신라의 명승이다. 명랑법사에 이어 밀교(密敎) 사상을 발전시켰고, 이적(異蹟)으로 왕과 김양도(金良圖)의 병을 고쳐주는 등 신통한 재주가 많았던 사람으로 전한다.
《삼국유사》에 따르면, 선덕여왕이 오랫동안 병이 들어 낫지 않자 흥륜사(興輪寺)의 승려 법척(法惕)을 불러 병을 치료하게 했지만 효험을 보지 못하고, 신료들의 요청으로 당시 나라 안에 덕행으로 이름이 나있던 밀본을 불러 법척 대신 치료하게 했다. 왕궁에 들어온 밀본이 신장(宸仗) 밖에서 《약사경(藥師經)》을 읽었는데 경을 다 읽고 나자, 밀본이 갖고 있던 지팡이가 왕의 침실 안으로 날아 들어가더니 늙은 여우 한 마리와 법척을 꿰어 뜰 아래에 거꾸로 내던졌고, 순간 왕의 병은 씻은 듯이 나았다. 이때 밀본의 이마 위에 오색의 신비스러운 빛이 비쳐 사람들은 놀랐다는 것이다. 또한 김양도가 어렸을 때 귀신의 저주를 받아 갑자기 온몸이 마비되어 말도 못하고 거동도 못하게 되었는데, 그의 눈에만 큰 귀신 하나가 작은 귀신들을 데리고 와서 집안을 돌아다니며 집안의 음식들을 모조리 맛보는 것이 보였다. 무당이 와서 굿을 해도 승려가 와서 독경을 해도 소용이 없자 집안에서는 마침내 밀본을 맞아오게 했는데, 밀본이 오기 전에 갑자기 사방에서 갑옷과 장창으로 무장한 대력신(大力神)이 나타나 집안을 돌아다니던 모든 귀신들을 잡아 묶어갖고 돌아갔으며 그 다음에는 무수한 천신(天神)들이 둘러서서 밀본이 올 때까지 기다리면서, 밀본이 경을 펴기도 전에 양도의 병은 모두 나았다. 이후 양도는 평생 독실한 불교 신자가 되었다.
또한 밀본은 일찍이 금곡사(金谷寺)에서 거사로 살면서 김유신과 두터운 사이로 지냈는데, 마침 김유신의 의뢰로 김유신의 친척인 수천(秀天)의 병을 진찰하러 찾아왔다가 수천의 친구인 중악의 승려 인혜(因惠)와 마주쳤다. 당시 사람들은 밀본이 누구인지 알지 못했고, 인혜는 그의 행색만 보고 간사하고 아첨 잘 하는 사람이라 얕잡아 보면서 으스대듯이 자신이 가진 신통력으로 오색 구름이 나타나고 하늘에서 꽃이 내리는 것을 보여주었다. 이에 거사는 "저에게도 변변치 못한 기술이 있는데 보여드리지요."라며 인혜 앞에 대고 손가락을 한 번 튕기자, 순식간에 허공으로 거꾸로 올라갔다가 도로 땅에 머리가 처박혔다. 거사는 그대로 나가버렸고, 옆에 있던 사람들이 아무리 밀고 잡아당겨도 꼼짝도 하지 않아 결국 머리가 땅에 처박힌 채로 밤을 새웠다. 이튿날 수천을 통해서 이 사실을 전해들은 김유신은 거사에게 인혜를 풀어주게 했고, 이후 인혜는 다시는 사람들 앞에서 자신의 재주를 자랑하지 않았다고 한다.

## 참고 문헌
- 이 문서에는 다음커뮤니케이션(현 카카오)에서 GFDL 또는 CC-SA 라이선스로 배포한 글로벌 세계대백과사전의 내용을 기초로 작성된 글이 포함되어 있습니다.